# Павел Сръбски
Павел Сръбски (на сръбски: Патријарх српски Павле) е патриарх на Сръбската православна църква в периода 1990-2009 година. Пълната му титла е Негово светейшество архиепископ Печки, митрополит Белградско-карловски, патриарх Сръбски.

## Биография
Роден е на 11 септември 1914 година като Гойко Стойчевич (на сръбски: Гојко Стојчевић) в село Кучанци в Славония, тогава в границите на Австро-Унгария. Рано остава без родители, отглежда го леля му. Завършва гимназиалното си образование в Белград, учи в духовна семинария в Сараево и в Богословския факултет в Белград. Две години следва медицина в Белград. През 1955 година е изпратен на следдипломна квалификация в Атина. През 1957 година става архимандрит и е интронизиран за рашко-призренски епископ, на който пост прекарва 33 години.
На извънредно заседание на Светия архиерейски събор на 1 декември 1990 година е избран за нов сръбски патриарх измежду трима кандидати с тайно гласуване, от които чрез жребий или така наречения „апостолски начин“, Троношкият архимандрит Антоний изтегля името на новия сръбски патриарх. Така Павел е избран за 44-тия предстоятел на Сръбската православна църква.
Патриарх Павел умира на 15 ноември 2009, след като прекарва 2 години във Военномедицинската академия в Белград.